# Per Olov Enquist
Per Olov Enquist, conhecido como P.O. Enquist, (Hjoggböle, 23 de setembro de 1934 - Vaxholm, 25 de abril de 2020) foi um escritor e dramaturgo sueco. O seu primeiro grande sucesso literário foi Magnetisörens femte vinter (O Quinto Invierno do Magnetizador), um romance histórico baseado em fontes verídicas e fictícias, problematizando as noções de verdade e mentira. O romance Legionärerna (Os Legionários), em 1968, foi traduzido para dez línguas estrangeiras, ganhou o Prémio Literário do Conselho Nórdico, e foi filmatizado em 1970 pelo realizador Johan Bergenstråhle. Em 1999, o seu romance Livläkarens besök (A Visita do Médico Real) conquistou o Prémio August na Suécia, e o prémio do melhor romance estrangeiro em França.
Em 1975, a sua peça dramática Tribadernas natt (A Noite das Tríbades) teve um êxito enorme na Suécia e internacionalmente, tendo sido traduzida para mais de 20 idiomas estrangeiros e tendo sido representada em numerosos países.
Morreu no dia 25 de abril de 2020, aos 85 anos.